# Dommino
 Dommino  је други студијски албум српске поп певачице Александре Радовић издат 25. јулa 2006. године под издавачком кућом Сити рекордс. Албум је био веома добро прихваћен од стране публике, како у Србији тако и у региону и продат је у преко 60 хиљада примерака. На албуму је радила са познатим текстописцима као што су Александра Милутиновић, Никша Братош и Дарко Димитров. Горан Ковачић је такође учествовао у писању песама и написао једну од најпознатијих балада Александре Радовић, Чувам те. 
На овом албуму се такође налази и песма Карта за југ, са којом је Александра Радовић учествовала на будванском фестивалу и освојила 2. место и многе друге награде, као што су награда за најбољи текст и награда за једну од 15 најслушанијих песама у 2005.

## Турнеја
Први солистички концерт Александре Радовић у Сава центру био је одржан 11. новембра 2007. Песме које су извођене на концерту су биле са прва два албума (Још данас и Dommino), а гости на концерту су били Јелена Томашевић и Сергеј Ћетковић. 
После овог концерта посетила је и друге веће градове у Србији у склопу турнеје.
Годину дана касније, посетила је и друге градове на својој мини-турнеји по Босни која је била названа Aleksandra Radovic on Stage.

## Синглови
За први сингл са албума Dommino послужила је песма Ниси мој чији су текст написали А. Милутиновић и Д. Димитров. Сингл је био објављен у марту 2006. године. Песма је веома брзо постала популарна, и постала је једна од најпознатијих песама Александре Радовић. Такође, песма заузима сам врх топ листа радио станица у Србији, Босни и Црној Гори
Други сингл са албума јесте била песма Загрли ме која је објављена у октобру 2006. И ова песма је постала веома популарна.